# Wiceprezydenci Salwadoru

## 1962-1979
| Wiceprezydent              | Początek kadencji | Koniec kadencji      | Prezydent                       | Uwagi |
| -------------------------- | ----------------- | -------------------- | ------------------------------- | ----- |
| Francisco Roberto Lima     | 1 lipca 1962      | 1 lipca 1967         | Julio Adalberto Rivera Carballo |       |
| Humberto Guillermo Cuestas | 1 lipca 1967      | 1 lipca 1972         | Fidel Sánchez Hernández         |       |
| Enrique Mayorga Rivas      | 1 lipca 1972      | 1 lipca 1977         | Arturo Armando Molina           |       |
| Julio Ernesto Astacio      | 1 lipca 1977      | 15 października 1979 | Carlos Humberto Romero          |       |

## Od 1984
| Wiceprezydent                       | Początek kadencji | Koniec kadencji | Prezydent              | Uwagi       |
| ----------------------------------- | ----------------- | --------------- | ---------------------- | ----------- |
| Rodolfo Antonio Claramount Castillo | 1 czerwca 1984    | 1 czerwca 1989  | José Napoleón Duarte   | [ 1 ]       |
| José Francisco Merino López         | 1 June 1989       | 1 June 1994     | Alfredo Cristiani      | [ 1 ]       |
| Enrique Borgo Bustamante            | 1 czerwca 1994    | 1 czerwca 1999  | Armando Calderón Sol   | [ 1 ]       |
| Carlos Quintanilla Schmidt          | 1 czerwca 1999    | 1 czerwca 2004  | Francisco Flores Pérez | [ 1 ]       |
| Ana Vilma de Escobar                | 1 czerwca 2004    | 1 czerwca 2009  | Antonio Saca           | [ 1 ]       |
| Salvador Sánchez Cerén              | 1 czerwca 2009    | 1 czerwca 2014  | Mauricio Funes         | [ 1 ] [ 2 ] |
| Óscar Ortiz                         | 1 czerwca 2014    | Obecnie         | Salvador Sánchez Cerén |             |